# Dan McCafferty
William Daniel McCafferty, detto Dan (Dunfermline, 14 ottobre 1946 – 8 novembre 2022) è stato un cantante scozzese, membro fondatore dei Nazareth,.
Fece parte del gruppo fino al 2013, anno in cui decise di lasciare l'attività musicale dal vivo per problemi di salute. Era sposato e aveva due figli.

## Discografia

### Solista
Album
- Dan McCafferty (1975)
- Into the Ring (1987)
- Last Testament  (2019)

Singoli
- Out of Time (1975)
- Watcha Gonna Do About It (1975)
- Stay With Me Baby (1978)
- The Honky Tonk Downstairs (1978)
- Starry Eyes (1987)